# سومرز كوكس
سومرز كوكس (بالإنجليزية: Somers William Cox)‏ هو مجدف نيوزيلندي، ولد في 21 أغسطس 1911 في كرايستشرش في نيوزيلندا، وتوفي في 21 أغسطس 1997 في تيمارو ‏ في نيوزيلندا.

## وصلات خارجية
- سومرز كوكس على موقع الاتحاد الدولي للتجديف (الإنجليزية)
- سومرز كوكس على موقع اللجنة الأولمبية الدولية (الإنجليزية)
- سومرز كوكس على موقع أوليمبيديا (الإنجليزية)
- سومرز كوكس على موقع اللجنة الأولمبية النيوزيلندية (الإنجليزية)